# Rainer Schaden
Rainer Schaden (* 1947 in Wien) ist ein österreichischer Buchhändler und ehemaliger Basketballspieler. 

## Werdegang
Im Verein wurde er mit Union Kuenring Wien 1965 österreichischer Staatsmeister der Junioren. 1968 ging der gelernte Buchhändler zwecks Praktikum nach Großbritannien und wurde in der Saison 1968/69 mit der Mannschaft London Central YMCA englischer Basketballmeister, Schaden wurde als bester Spieler der Meisterschaftsendrunde ausgezeichnet. Ab 1969 spielte er für Union Kuenring in der Bundesliga, 1975 schloss sich Schaden der UKJ Tyrolia Wien an, mit dem ABC Milde Sorte Wien spielte er 1977/78 im Europapokal der Pokalsieger.
Schaden, 1,80 Meter groß und als Flügelspieler eingesetzt, bestritt in den Jahren 1972 und 1973 insgesamt sieben A-Länderspiele. Im Mai 1972 nahm er an dem in den Niederlanden ausgerichteten Ausscheidungsturnier für die Olympischen Sommerspiele teil, bei denen sich Österreich nicht qualifizierte.
Im Anschluss an seine Zeit als Leistungsbasketballspieler widmete sich Schaden dem Marathonlauf. Er arbeitete in seinem erlernten Beruf und wurde in der Wiener Sonnenfelsgasse Inhaber einer Universitätsbuchhandlung mit Antiquariat („Der Buchfreund. Walter R. Schaden“).